# Carola Winter
Carola Winter (Haan, 25 juli 1987) is een Duitse voetbalster.

## Carrière

### SG Essen
Winter speelde vanaf 2001 voor de Duitse voetbalclub SG Essen. Na eerst in de jeugdopleiding te hebben gespeeld brak ze door in het eerste. Ze speelde voornamelijk als spelmaker. In totaal kwam ze tot 30 wedstrijden voor de club, die in de Duitse Bundesliga uitkomt.

### FC Twente
In de zomer van 2007 ruilde zij Essen in voor FC Twente om mee te doen aan de nieuw opgerichte Eredivisie voor vrouwen. Ze verhuisde naar Enschede en werd omgeschoold tot verdediger. Samen met Marloes de Boer vormde ze in haar eerste seizoen het centrale duo in de achterhoede bij de Tukkers. Ook kreeg Winter diverse blessures te verwerken. Zo werd ze al een keer afgevoerd met de ambulance en moest ze onder andere gewisseld worden vanwege een bloedneus en een gescheurde wenkbrauw. Lang duurden haar blessures niet, waardoor ze in totaal maar drie wedstrijden moest missen. Op 24 mei 2008 won ze met FC Twente de KNVB beker. Winter zette in de tweede helft de Tukkers voor de tweede keer op voorsprong, waarna deze niet meer werd weggegeven. In seizoen 2009/10 verloor ze haar vaste basisplaats in het elftal. Vlak voor de winterstop besloot Winter vervolgens te stoppen als speelster van FC Twente.

## Erelijst
- KNVB beker: 2008 (FC Twente)

## Statistieken
| Seizoen | Club      | Land      | Competitie | Wedstrijden | Doelpunten |
| ------- | --------- | --------- | ---------- | ----------- | ---------- |
| 2004/05 | SG Essen  | Duitsland | Bundesliga | 14          | 1          |
| 2005/06 | SG Essen  | Duitsland | Bundesliga | 13          | 1          |
| 2006/07 | SG Essen  | Duitsland | Bundesliga | 4           | 0          |
| 2007/08 | FC Twente | Nederland | Eredivisie | 17          | 0          |
| 2008/09 | FC Twente | Nederland | Eredivisie | 24          | 2          |
| 2009/10 | FC Twente | Nederland | Eredivisie | 5           | 2          |
| Totaal  | Totaal    | Totaal    | Totaal     | 77          | 6          |